# La Douleur (film, 2017)
Pour les articles homonymes, voir Douleur (homonymie).
Pour plus de détails, voir Fiche technique et Distribution.
La Douleur est un film français réalisé par Emmanuel Finkiel sorti en 2017.
Il s’agit d’une adaptation du récit autobiographique La Douleur écrit par Marguerite Duras et publié en 1985.
Il est présenté au Festival du film francophone d'Angoulême et à l'Arras Film Festival en 2017. Il est sélectionné pour représenter la France à l'Oscar du meilleur film en langue étrangère 2019 mais il n'est pas retenu dans la liste finale des nominations.

## Synopsis
Juin 1944, la France est toujours sous l’Occupation allemande. L’écrivain et communiste Robert Antelme, figure majeure de la Résistance, est arrêté et déporté. Sa jeune épouse Marguerite Duras , écrivaine et résistante, est tiraillée par l'angoisse de ne pas avoir de ses nouvelles et sa liaison secrète avec son camarade Dionys. Elle rencontre un agent français travaillant à la Gestapo, Pierre Rabier, et, prête à tout pour retrouver son mari, se met à l’épreuve d’une relation ambiguë avec cet homme trouble, seul à pouvoir l’aider. La fin de la guerre et le retour des camps annoncent à Marguerite Duras le début d’une insoutenable attente, une agonie lente et silencieuse au milieu du chaos de la Libération de Paris.
Le film est adapté du roman éponyme La Douleur de Marguerite Duras publié en 1985 et reprend les deux premiers chapitres, le premier relatant l’attente du retour de son mari déporté et le second, « Monsieur X. dit ici Pierre Rabier » relatant sa relation ambiguë avec un agent français de la Gestapo afin d'obtenir des informations sur son mari.

## Fiche technique
- Titre : La Douleur

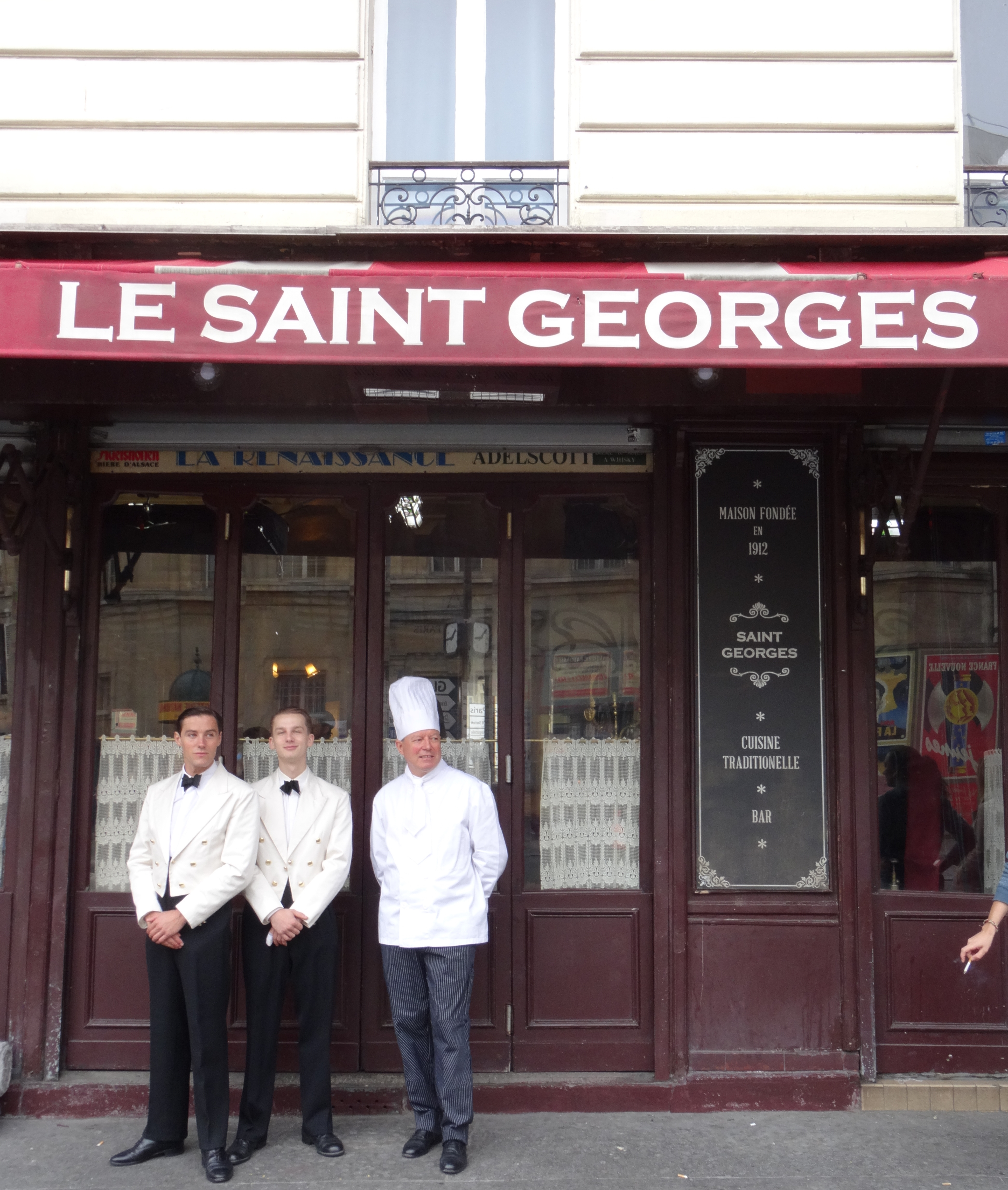
Le Saint-Georges, lieu de tournage du film en octobre 2016 à Paris.

- Réalisation et scénario : Emmanuel Finkiel
- Photographie : Alexis Kavyrchine
- Son : Antoine-Basile Mercier
- Décors : Pascal le Guellec
- Montage : Sylvie Lager
- Costumes : Anaïs Romand, Sergio Bell
- Sociétés de production :  Les Films du poisson, Cinéfrance, Michel Merkt, Versus Production, Same Player, Need Productions, France 3 Cinéma ; SOFICA Cinémage 11 et Sofitvciné 4.
- Société de distribution: Les Films du losange (France)
- Pays de production :  France,  Belgique
- Genre : drame
- Durée : 126 minutes
- Dates de sortie :
  - France : 27 août 2017 (Festival du film francophone d'Angoulême) ; 24 janvier 2018 (sortie nationale)

## Distribution
- Mélanie Thierry : Marguerite Duras (à l'époque Marguerite Antelme)
- Benoît Magimel : Pierre Rabier
- Emmanuel Bourdieu : Robert Antelme
- Benjamin Biolay : Dionys Mascolo
- Grégoire Leprince-Ringuet : Morland, pseudonyme dans la Résistance de François Mitterrand.
- Shulamit Adar : Madame Katz
- Salomé Richard : une femme lors du rapatriement des prisonniers à la Gare d'Orsay
- Anne-Lise Heimburger : Madame Bordes
- Patrick Lizana : Georges Beauchamp
- Joanna Grudzińska : Thérèse
- Caroline Ducey : une cliente du restaurant Saint-Georges
- Laure Giappiconi : infirmière prison

## Distinctions

### Récompenses
- Festival international du film d'histoire de Pessac 2017 : prix du jury professionnel
- Festival Du Film De Muret 2017[3] : prix de la réalisation[4]
- Festival du film de Cabourg 2018 : 
  - Swann d'or de la meilleure actrice pour Mélanie Thierry
  - Swann d'Or Gonzague Saint Bris du meilleur scénario adapté d'une œuvre littéraire[5]
- Festival du Film du Croisic :
  - Meilleure adaptation
  - Prix du jury
  - Meilleure actrice pour Mélanie Thierry

### Nominations
- César 2019 :
  - César du meilleur film
  - César du meilleur réalisateur pour Emmanuel Finkiel
  - César de la meilleure actrice pour Mélanie Thierry
  - César de la meilleure adaptation pour Emmanuel Finkiel
  - César des meilleurs costumes pour Anaïs Romand et Sergio Ballo
  - César de la meilleure photographie pour Alexis Kavyrchine
  - César des meilleurs décors pour Pascal Le Guellec
  - César du meilleur son pour Antoine-Basile Mercier, David Vranken et Aline Gavroy